# Texas in My Soul
Texas in My Soul – album wydany w 1968 przez amerykańskiego muzyka country Williego Nelsona.

## Lista utworów
| 1.  | „Dallas”                                      | 2:16  |
|     |                                               |       |
| 2.  | „San Antonio”                                 | 2:32  |
|     |                                               |       |
| 3.  | „Streets of Laredo”                           | 3:33  |
|     |                                               |       |
| 4.  | „Who Put All My Ex's in Texas”                | 2:16  |
|     |                                               |       |
| 5.  | „The Hill Country Theme”                      | 2:20  |
|     |                                               |       |
| 6.  | „Waltz Across Texas”                          | 2:28  |
|     |                                               |       |
| 7.  | „Travis Letter”                               | 2:05  |
|     |                                               |       |
| 8.  | „Remember the Alamo”                          | 2:57  |
|     |                                               |       |
| 9.  | „Texas in My Soul”                            | 2:02  |
|     |                                               |       |
| 10. | „There's a Little Bit of Everything in Texas” | 2:21  |
|     |                                               |       |
| 11. | „Beautiful Texas”                             | 2:41  |
|     |                                               |       |
|     |                                               | 27:31 |
|     |                                               |       |